# L'assassino dello zar
L'assassino dello zar (Цареубийца, Careubijca) è un film del 1991 diretto da Karen Šachnazarov.
Fu presentato in concorso al 44º Festival di Cannes.